# Kunstverein Villa Streccius
Der Kunstverein Villa Streccius wurde 1980 gegründet und zählt mit über 500 Mitgliedern zu den größten Kunstvereinen von Rheinland-Pfalz. Nach eigenen Angaben steht der ehrenamtlich geführte Verein allen Kunstinteressierten offen. Das Satzungsziel nennt die Organisation von Ausstellungen, die Förderung und Vermittlung zeitgenössischer Kunst sowie den Betrieb der Städtischen Galerie Villa Streccius. Die selbst gestalteten Vereinsausstellungen stehen allen Sparten der Kunst offen.